# Chrysomilia
Chrysomilia (griechisch Χρυσομηλιά (f. sg.) auch Chrysomilea (Χρυσομηλέα)) ist ein Ort im Norden der griechischen Insel Fourni. Nach der Volkszählung von 2011 hatte das Dorf 104 Einwohner, der Hafenort Kambi Chrysomileas (Καμπί Χρυσομηλέας) 50 Einwohner. Die meisten Dorfbewohner sind Fischer oder Seeleute; einige wenige betreiben Landwirtschaft und Viehzucht. Aufgrund der jahrelangen schlechten Erreichbarkeit ist das Dorf von Abwanderung und Überalterung betroffen.
| Jahr      | 1920 | 1928 | 1940 | 1951 | 1961 | 1971 | 1981 | 1991 | 2001 | 2011 |
| Einwohner | 133  | 151  | 166  | 147  | 180  | 165  | 157  | 130  | 133  | 154  |

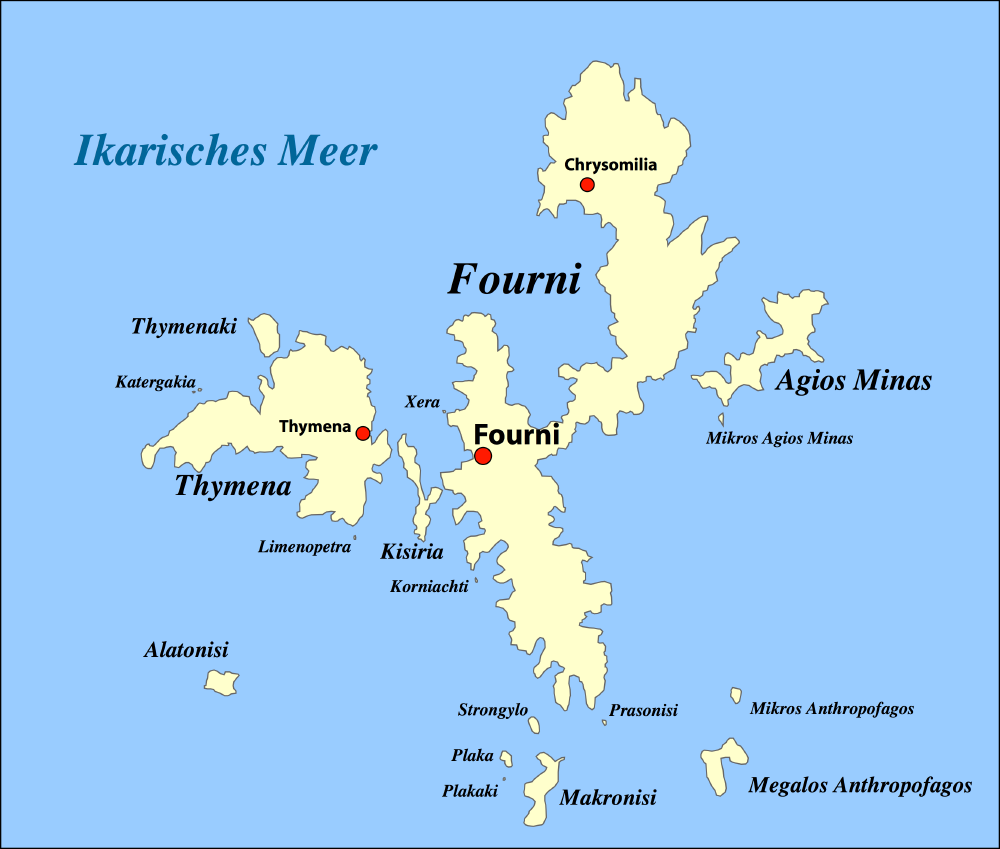
Karte des Fourni-Archipels

Chrysomilia liegt auf etwa 100 m Höhe oberhalb des Hafenortes. Etwas mehr als einen Kilometer nordöstlich liegt der Korakas (Κόρακας), mit 514 m der höchste Berg der Insel.
Die etwa 15 km lange Straße zum Hauptort Fourni wurde bis 2010 für geplante 5,5 Millionen Euro ausgebaut. Die EU ist zu 75 % an den Kosten beteiligt. 
Seit 1996 lebt der deutsche Komponist Wilfried Hiller mit seiner Familie in  Chrysomilia.
Chrysomilia ist an die Fährverbindung von Fourni über Thymena und Ikaria nach Samos (Karlovasi) angebunden.